# Joaquim Gou i Solà
Joaquim Gou i Solà (Figueres, 1850, - Girona, 1923) fou un eclesiàstic i escriptor català.
Cursà la carrera eclesiàstica en el Seminari de Girona, ordenant-se el 1876, i el 1880 acabà la de filosofia i lletres en la Universitat de Barcelona, doctorant-se en teologia a València el 1883. En el Seminari conciliar de Girona desenvolupà, successivament, les càtedres de llatí i castellà, filosofia, teologia dogmàtica, història eclesiàstica i llengua hebrea, i el 1893 aconseguí, per oposició, una canongia simple en la catedral de Girona. Últimament havia sigut designat ecònom de la mitra.
Escriví, entre els seus treballs:
- De lingua latina sive de ejus historia, dignitate alque utilitate ac de methodo ad cam recta tradendam (Girona, 1884);
- In laudem Philosophiae oratio, inserta quasi tota en Fragmentos latinos, de Sagrera i Pijoan (Girona, 1884);
- El templo del Señor, obra del cardenal Margarit, traduïda i anotada, a Revista de Girona (1886);
- Ecos religiosos (Girona, 1899);
- Lecciones razonadas de religión (Girona, 1890);
- Prontuario de religión y moral (Girona, 1904);
- Lecciones de llengua hebrea, con nociones de caldeo arámico biblico (Barcelona, 1909);
- Estudios apologéticos (Girona, 1915-16).